# Funafuti

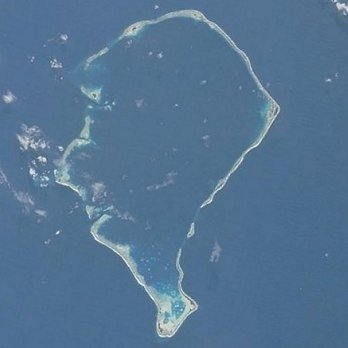
Funafuti, uiterst rechts: Fongafale. Het dolkvormige eilandje dat in het zuiden een kaap naar het oosten vormt, is Funafala.
(foto: NASA)

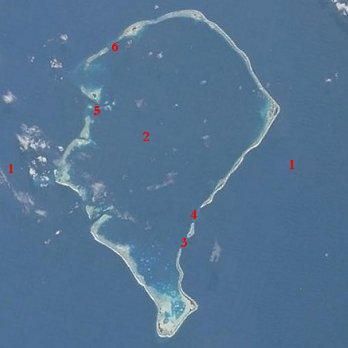
De wateren die Funafuti omringen:
1 Stille Oceaan, 2 Te Namo, 3 Te Ava Mateika, 4 Te Ava Pua Pua, 5 Te Ava Tepuka Vili, 6 Te Avai de Lape

Funafuti is de hoofdstad en tevens het meest bevolkte van de negen atollen van Tuvalu. Het atol bestaat uit 33 eilanden en telt 6000 inwoners (2016). De grootste plaats in het atol is Fongafale, dat ongeveer samenvalt met het gelijknamige eiland. In Vaiaku, een wijk van Fongafale, staat het parlementsgebouw. Het overheidsgebouw is het hoogste gebouw en telt 3 verdiepingen. Het dient ook als opvanglocatie voor 2000 / 3000 bewoners als er een dreiging van een tsunami of een cycloon is, maar officieel is heel het atol Funafuti de hoofdstad.

## Geografie

### Eilanden
Het atol bestaat uit minimaal 33 eilanden. Minstens drie ervan zijn bewoond (in vet). Het grootste eiland is Fongafale, gevolgd door Funafala.
- Amatuku
- Avalau
- Falaoigo
- Fale Fatu, ook wel Falefatu
- Fatato
- Fongafale, met schiereiland Tengako
- Fuafatu
- Fuagea
- Fualefeke, ook wel Fualifeke
- Fualopa
- Funafala
- Funamanu
- Luamotu
- Mateiko
- Motugie
- Motuloa
- Mulitefala
- Papa Elise, ook wel Funangongo
- Teafuafou
- Te Afualiku
- Tefala
- Telele
- Tengasu
- Tepuka
- Tepuka Vili Vili
- Tutanga
- Vasafua
- En minimaal zeven andere eilanden

### Lagune
De lagune waaromheen de eilanden verspreid liggen, heet Te Namo; met een oppervlakte van 275 km² veruit de grootste lagune van het land. Er zijn enkele zeestraatjes die toegang bieden tot de lagune (zie afbeelding rechtsonder).

## Vervoer en toerisme
De luchthaven is uitsluitend verbonden met de luchthaven van de Fijische hoofdstad Suva, een lijn die verzorgd wordt door de Fijische maatschappij Pacific Sun, een dochterbedrijf van de nationale maatschappij Air Pacific. Vanuit Suva zijn er internationale vluchten naar Nieuw-Zeeland en Tonga.
Funafuti heeft vanwege zijn paradijselijk karakter een toeristisch potentieel, toch is het toerisme er bijzonder kleinschalig. Dit komt door het gebrek aan infrastructuur, de geïsoleerde ligging van Tuvalu en de hoge prijs van de vluchten die daarmee gepaard gaat. In Funafuti bevinden zich het enige hotel van het land, het Vaiaku Lagi Hotel, en de enige internationale luchthaven, Funafuti International Airport. Ook de vijf pensions van het land liggen in Funafuti.

## Sport
Funafuti heeft één voetbalteam, Nauti FC. De club won al zeven keer de Tuvalu A-Division. Verder is het rugbyteam Nauti Spartans op Funafuti gevestigd.

## Geboren
- Etimoni Timuani (1991), voetballer en atleet

Eilanden:
Nanumanga ·
Niulakita ·
Niutao
Atollen:
Funafuti ·
Nanumea ·
Nui ·
Nukufetau ·
Nukulaelae ·
Vaitupu